# Manuel Osifo
Manuel Osifo, né le 31 juillet 2003 à Ostende en Belgique, est un footballeur belge qui joue au poste de défenseur central ou de milieu défensif à l'OH Louvain.

## Biographie

### Jeunesse et formation
Manuel Osifo débute sa formation au VG Ostende. En 2011, il part au KV Oostende où il reste jusqu'à l'âge de 17 ans.

### En club

#### KV Ostende
Le 22 mai 2021, il fait ses débuts lors de la dernière journée des play-offs européens. Il remplace Kévin Vandendriessche à la 86e minute. En août 2021, il signe son premier contrat professionnel avec le KV Ostende.
Lors de la saison 2021-2022, il est remplaçant et entre en jeu lors de la 3e et 4e journée de championnat, contre respectivement La Gantoise et le RFC Seraing. Lors de la 5e journée de championnat, la suspension d'Alfons Amade lui permet d'être titulaire au poste d'arrière droit.
Cependant, il tombe malade une semaine avant le match contre le RSC Anderlecht du 26 septembre. Il en résulte des problèmes aux filtres rénaux, le tenant éloigné des terrains pour le reste de la saison.

#### OH Louvain
Le 1er février 2024, il rejoint l'OH Louvain pour deux ans et demi,. Il fait ses débuts avec son nouveau club le 3 août 2024, lorsqu'il entre en jeu pour Hamza Mendyl à la 75e minute de la rencontre de Jupiler Pro League contre le KRC Genk (victoire, 3-1). Lors de cette même rencontre, il délivre sa première passe décisive,,.